# Canon HF100
Le Canon HF100 est un caméscope numérique qui filme en Full HD 1920×1080 et qui enregistre sur carte mémoire SD/SDHC.
Les modes d'enregistrement possible sont : FXP (1920 × 1080, 17 Mbit/s), XP+ (1440 × 1080, 12 Mbit/s), SP (1440 × 1080, 7 Mbit/s) et LP (1440 × 1080, 5 Mbit/s).